# Steven Dias
Steven Dias (Mumbai, India; 25 de diciembre de 1983) es un exfutbolista, político y entrenador de fútbol de India que jugaba en la posición de centrocampista. Actualmente es el entrenador del Ambernath United Atlanta FC de la MFA Elite Division.

## Carrera

### Club
| Periodo   | Club               |
| --------- | ------------------ |
| 2001-2003 | Air India FC       |
| 2003-2010 | Mahindra United    |
| 2011-2013 | Churchill Brothers |
| 2013      | Mumbai Tigers      |
| 2014      | Rangdajied United  |
| 2014      | Delhi Dynamos FC   |
| 2015      | Bharat FC          |
| 2016–2017 | Mumbai FC          |

### Selección nacional
Jugó para India en 51 ocasiones de 2004 a 2011 y anotó siete goles; ganó la Copa Desafío de la AFC 2008 y participó en los Juegos Asiáticos de 2006 y la Copa Asiática 2011.

## Logros

### Club
- I-League (1): 2012-13
- Liga Nacional de India (1): 2005-06
- Copa POMIS (1): 2003
- Copa Durand (2): 2008, 2011
- Copa Federación de la India (2): 2003, 2005
- Supercopa India (1): 2003
- IFA Shield (3) 2006, 2008, 2011

### Selección nacional
- AFC Challenge Cup (1): 2008
- SAFF Championship (2): 2005, 2011
- Copa Nehru (2): 2007, 2009

## Estadísticas

### Goles con selección nacional
| Gol | Fecha      | Sede                                          | Rival     | Marcador | Resultado | Torneo                                            |
| --- | ---------- | --------------------------------------------- | --------- | -------- | --------- | ------------------------------------------------- |
| 1   | 17-8-2007  | Ambedkar Stadium, Delhi, India                | Camboya   | 4–0      | 6–0       | 2007 Nehru Cup                                    |
| 2   | 17-8-2007  | Ambedkar Stadium, Delhi, India                | Camboya   | 5–0      | 6–0       | 2007 Nehru Cup                                    |
| 3   | 30-10-2007 | Fatorda Stadium, Margao, India                | Líbano    | 2–2      | 2–2       | 2010 World Cup qualification                      |
| 4   | 5-6-2008   | Rasmee Dhandu Stadium, Malé                   | Pakistán  | 2–0      | 2–1       | 2008 SAFF Cup                                     |
| 5   | 26-8-2009  | Ambedkar Stadium, New Delhi, India            | Sri Lanka | 3–1      | 3–1       | 2009 Nehru Cup                                    |
| 6   | 23-3-2011  | Petaling Jaya Stadium, Petaling Jaya, Malasia | Pakistán  | 3–1      | 3–1       | Clasificación para la Copa Desafío de la AFC 2012 |
| 7   | 24-8-2011  | Al Sadd Stadium, Catar                        | Guyana    | 1- 1     | 1–2       | Amistoso                                          |